# Burg Braunsen
Die Burg Braunsen ist eine abgegangene Burg in Braunsen, einem Stadtteil von Bad Arolsen im nordhessischen Landkreis Waldeck-Frankenberg.

## Geographische Lage

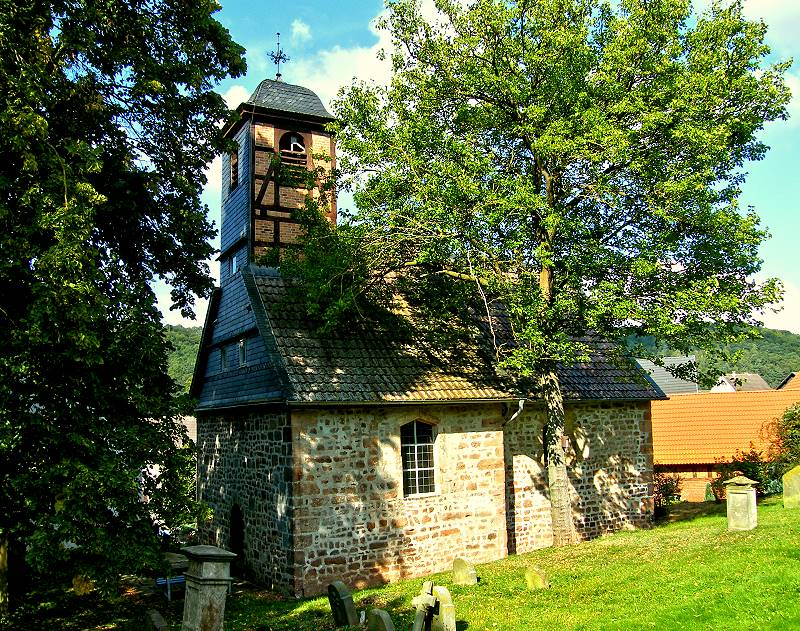
Vermutete Lage: nahe Kirche Braunsen

Das Dorf Braunsen liegt etwa 3,5 km südöstlich der Kernstadt Bad Arolsen und etwa 1,5 km südwestlich des Twistesee-Vorstaus, in einem von weitreichenden Wäldern umrahmten Tal der Twiste. Die genaue Lage der einstigen Burg ist nicht bekannt. Es wird vermutet, dass sie sich nahe der Kirche befand, denn bei Bauarbeiten wurden dort alte Fundamente freigelegt, die auf den Standort der Burg schließen lassen.

## Geschichte
Die Burg wurde erstmals 1223 als Burg Brunharshem urkundlich erwähnt. Als Erbauer gelten die Herren von Brunhardessen, diese waren vermutlich Ministeriale des Klosters Corvey und Gefolgsleute der Grafen von Everstein.
1255 wurde ein Alberus de Brunhardessen urkundlich erwähnt. Um 1339 war Bodo de Brunhardessen Gograf im Gericht Medrich. Im Jahre 1380 zwang Graf Heinrich VI. von Waldeck, vermutlich nach einer Fehde, die Herren von Brunhardessen, die Burg ihm stets offen zu halten. Mit dem Tod von Johann VI. von Brunhardessen, starb dieses Adelsgeschlecht im Mannesstamm um 1451 aus. Die Lehen fielen danach an die Grafschaft Waldeck zurück.
Wann die Burg aufgegeben oder vielleicht zerstört wurde und danach verfiel ist urkundlich nicht überliefert. Über ihre Größe und Bauten liegen keine gesicherten Erkenntnisse vor.